# Haplothrips acanthoscelis
Haplothrips acanthoscelis är en insektsart som först beskrevs av Heinrich Hugo Karny 1910.  Haplothrips acanthoscelis ingår i släktet Haplothrips, och familjen rörtripsar. Enligt den finländska rödlistan är arten nära hotad i Finland. Arten är reproducerande i Sverige. Artens livsmiljö är åsmoskogar.